# Sotalia guianensis
Sotalia guianensis (Костеро) — вид морських ссавців родини дельфінових.

## Таксономічні зауваження
Раніше вид вважався підвидом Sotalia fluviatilis. Докази окремості виду засновані на генетичних (Cunha et al. 2005; Caballero et al. 2007, 2008) і значних геометричні відмінностях у формі черепа і розмірах (Monteiro-Filho et al. 2002, Fettuccia et al. 2009). Розділ на два види широко прийнятий у даний час.

## Поширення
Мешкає в морських і гирлових водах сходу Південної та Центральної Америки і Карибського басейну. Країни поширення: Бразилія; Колумбія; Коста-Рика; Французька Гвіана; Гаяна; Гондурас; Нікарагуа; Панама; Суринам; Тринідад і Тобаго; Венесуела.

## Опис
Це тварина до 2,1 м завдовжки, від світло до блакитнувато сірого кольору на спині і з боків, черево світло-сіре. Спинний плавець зазвичай злегка гачкуватий. ніс чітко визначається і помірної довжини.

## Поведінка
Цей вид формує невеликі групи по 2-10 осіб, іноді до 100 і плаває в дружній групі, що свідчить про високорозвинену соціальну структуру. Тварини досить активні і можуть стрибати з води, робити сальто або сплески хвостом. До човнів стараються не підпливати. Харчуються найрізноманітнішою рибою, креветками і кальмарами. Очікувана тривалість життя до 30 років.

## Загрози та охорона
Вид уразливий до побічної смертності у знаряддях лову, особливо зябрових мережах і пастках для креветок і риби. Значні улови були зареєстровані в багатьох частинах ареалу. Крім того спостерігається деяке пряме вбивство для споживання людиною і для приманок акули і креветок. Цей вид охороняється законом в більшості країн ареалу. Вид перерахований в Додатку I СІТЕС.